# コティングリー妖精事件
コティングリー妖精事件（コティングリーようせいじけん、英語: The Case of the Cottingley Fairies）は、イギリスのブラッドフォード近くのコティングリー村に住む2人の従姉妹フランシス・グリフィス（Frances Griffiths、1907年9月4日 - 1986年7月11日）とエルシー・ライト（Elsie Wright、1901年7月10日 - 1988年4月）が撮ったという妖精の写真の真偽をめぐって起きた論争や騒動のことをいう。この写真は2人による捏造であった。

## 概要

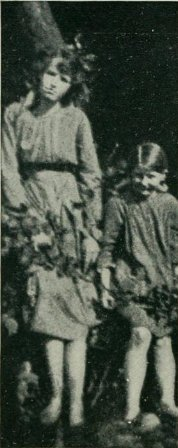
フランシス・グリフィスとエルシー・ライト

1917年7月、妖精がフランシスと一緒にいる写真をエルシーが撮った。彼女たちは妖精が踊っている様子が写っている写真を、1917年から1920年の間に全部で5枚撮影した。写真に写った妖精は、小さい人の姿で、1920年代の髪型をし、非常に薄いガウンをはおり、背中には大きな羽があった。 1枚の写真にはノームが写っていた。そのノームは身長12インチ（約30cm）ぐらいで、エリザベス朝時代の格好をして、背中には羽があった。
この写真がどのように撮られたかというと、妖精の光の当たり具合が他の部分と異なっていることから、妖精の形をした平らな紙の切り抜きが使われたと説明されている。また、周囲の背景や人物が、シャッターが下りる瞬間わずかに動くために輪郭がぼやけるのに比べ、妖精の輪郭が明瞭であることから、妖精はシャッターが下りる間も静止している、すなわち作り物ではないかという指摘が当時からあった。その後、当時出回っていた子供向けの絵本（Princess Mary's Gift Book、1915年発行）の中に、写真とそっくりのポーズをした妖精の絵が掲載されているのも発見された。この絵を模写して切り抜き、帽子止めのピンで固定していたことを、高齢者となった少女たちは告白した。しかし5枚目の写真は、死ぬまで本物だと言い張ったという。その当時は、多くの人が妖精の実在する証拠としてこの写真を見た。その中には、シャーロック・ホームズ・シリーズの作者として有名なアーサー・コナン・ドイルもいた。

## 事件を描いた作品
- スティーヴ・シラジー『妖精写真』宇佐川晶子訳、早川書房、1994年9月。ISBN 4-15-206008-5。 - 小説。
- 映画『フェアリーテイル』（1997年） - 上記小説の映画化
- 相棒20 7話